# Glueball
În fizica particulelor elementare, un glueball (sau gluonium, gluon-ball) este o particulă compozită ipotetică. Este formată exclusiv din gluoni, fără quarcuri de valență. O astfel de stare este posibilă deoarece gluonii poartă sarcină de culoare și experimentează interacțiunea tare între ei. Glueball-urile sunt extrem de dificile de identificat în acceleratoarele de particule, deoarece se amestecă cu stările mezonice obișnuite. În teoria gauge pură, glueball-urile sunt singurele stări ale spectrului și unele dintre ele sunt stabile.
Calculele teoretice arată că glueball-urile ar trebui să existe în intervale de energie accesibile cu tehnologia actuală a colliderelor. Cu toate acestea, din cauza dificultății menționate anterior (printre altele), acestea nu au fost încă observate și identificate cu certitudine, deși calculele fenomenologice au sugerat că un candidat experimental pentru glueball, notat {\displaystyle f_{0}(1710)}, are proprietăți consistente cu cele așteptate pentru un glueball conform modelului standard.
Predicția existenței glueball-urilor este una dintre cele mai importante predicții ale modelului standard al fizicii particulelor elementare care nu a fost încă confirmată experimental.[ Glueball-urile sunt singurele particule prezise de modelul standard cu moment unghiular total (J) (uneori numit „spin intrinsec”) care ar putea fi fie 2, fie 3 în stările lor fundamentale.
Dovezi experimentale au fost anunțate în 2021 de către colaborarea TOTEM de la LHC, în asociere cu colaborarea DØ de la fostul accelerator Tevatron de la Fermilab, privind schimbul de odderoni⁠(d) (o particulă gluonică compozită cu paritate C impară). Acest schimb, asociat cu un glueball vectorial fără quarcuri format din trei gluoni, a fost identificat în comparația împrăștierii proton–proton și proton–antiproton. În 2024, s-a determinat că particula X(2370) are masă și paritate de spin consistente cu cele ale unui glueball. Cu toate acestea, alți candidați pentru particule exotice, cum ar fi tetraquarcul, nu au putut fi excluși.

## Proprietăți
În principiu, este teoretic posibil ca toate proprietățile glueball-urilor să fie calculate exact și derivate direct din ecuațiile și constantele fizice fundamentale ale cromodinamicii cuantice (QCD), fără a fi nevoie de input experimental suplimentar. Astfel, proprietățile prezise ale acestor particule ipotetice pot fi descrise în detaliu extrem de fin folosind doar fizica modelului standard, care are o acceptare largă în literatura de fizică teoretică. Cu toate acestea, există o incertitudine considerabilă în măsurarea unor constante fizice cheie relevante, iar calculele QCD sunt atât de dificile încât soluțiile la aceste ecuații sunt aproape întotdeauna aproximări numerice (calculate folosind mai multe metode foarte diferite). Acest lucru poate duce la variații în predicțiile teoretice ale proprietăților glueball-urilor, cum ar fi masa și ramurile de dezintegrare ale acestora.

### Particulele constitutive și sarcina de culoare
Studii teoretice ale glueball-urilor s-au concentrat pe glueball-uri compuse din doi sau trei gluoni, prin analogie cu mezonii și barionii, care au respectiv două și trei quarcuri. Ca în cazul mezonilor și barionilor, glueball-urile ar fi neutre din punct de vedere al sarcinii de culoare QCD. Numărul barionic al unui glueball este zero.

### Momentul unghiular total
Glueball-urile cu doi gluoni pot avea moment unghiular total J = 0 (care sunt fie scalari, fie pseudoscalari⁠(d)) sau J = 2 (tensoriali). Glueball-urile cu trei gluoni pot avea moment unghiular total J = 1 (boson vectorial) sau 3 (boson tensorial de ordinul trei). Toate glueball-urile au un moment unghiular total întreg, ceea ce implică faptul că sunt bosoni mai degrabă decât fermioni.
Glueball-urile sunt singurele particule prezise de modelul standard cu moment unghiular total (J) (uneori numit „spin intrinsec”) care ar putea fi fie 2, fie 3 în stările lor fundamentale, deși mezonii formați din două quarcuri cu J = 0 și J = 1 cu mase similare au fost observați, iar stările excitate ale altor mezoni pot avea aceste valori ale momentului unghiular total.

### Sarcină electrică
Toate glueball-urile ar avea o sarcină electrică nulă, deoarece gluonii înșiși nu au sarcină electrică.

### Masă și paritate
Glueball-urile sunt prezise de cromodinamica cuantică a fi masive, în ciuda faptului că gluonii înșiși au masă de repaus zero în modelul standard. S-au luat în considerare glueball-uri cu toate cele patru combinații posibile de numere cuantice P (paritate spațială) și C (paritate de sarcină) pentru fiecare moment unghiular total posibil, producând cel puțin cincisprezece stări posibile de glueball, inclusiv stări excitate de glueball care împărtășesc aceleași numere cuantice, dar au mase diferite. Cele mai ușoare stări au mase de până la 1.4 GeV/c2 (pentru un glueball cu numere cuantice J = 0, P = +1, C = +1 sau echivalent J PC = 0 ++), iar cele mai grele stări au mase de până la aproape 5 GeV/c² (pentru un glueball cu numere cuantice J = 0, P = +1, C = −1 sau J PC = 0+−).
Aceste mase sunt de același ordin de mărime cu masele multor mezoni și barioni observați experimental, precum și cu masele leptonului tau⁠(d), quarcului farmec⁠(d), quarcului bază, unor izotopi de hidrogen și unor izotopi de heliu.

### Stabilitate și canale de dezintegrare
LLa fel ca toți mezonii și barionii din modelul standard, cu excepția protonului, care sunt instabili în izolare, toate glueball-urile sunt prezise de modelul standard a fi instabile în izolare, cu diverse calcule QCD care prezic lățimea totală de dezintegrare (care este funcțional legată de timpul de înjumătățire) pentru diferite stări de glueball. Calculele QCD fac, de asemenea, predicții privind tiparele de dezintegrare așteptate ale glueball-urilor. De exemplu, glueball-urile nu ar avea dezintegrări radiative sau cu doi fotoni, ci ar avea dezintegrări în perechi de pioni, perechi de kaoni⁠(d) sau perechi de mezoni eta⁠(d).

## Impact practic asupra fizicii energiilor joase macroscopice

Diagrama Feynman al unui glueball (G) dezintegrându-se în doi pioni ('). Astfel de dezintegrări ajută la studiul și căutarea glueball-urilor.

Deoarece glueball-urile din modelul standard sunt atât de efemere (dezintegrându-se aproape imediat în produse de dezintegrare mai stabile) și sunt generate doar în fizica energiilor înalte, glueball-urile apar doar sintetic în condițiile naturale găsite pe Pământ, pe care oamenii le pot observa cu ușurință. Ele sunt notabile științific în principal pentru că sunt o predicție testabilă a modelului standard și nu din cauza impactului fenomenologic asupra proceselor macroscopice sau a aplicațiilor lor inginerești.

## Simulări QCD pe rețea
QCD pe rețea⁠(d) oferă o modalitate de a studia spectrul glueball-urilor teoretic și din primele principii. Unele dintre primele mărimi calculate folosind metode QCD pe rețea (în 1980) au fost estimările masei glueball-urilor. Morningstar și Peardon au calculat în 1999 masele celor mai ușoare glueball-uri în QCD fără quarcuri dinamice. Cele trei stări cele mai joase sunt prezentate în tabelul de mai jos. Prezența quarcurilor dinamice ar modifica ușor aceste date, dar, de asemenea, face calculele mai dificile. De atunci, calculele în cadrul QCD (pe rețea și reguli de sumă) găsesc cel mai ușor glueball-urile ca fiind scalare, cu masă în intervalul de aproximativ 1000–1700 MeV/c2. Predicțiile pe rețea pentru glueball-urile scalare și pseudoscalare, inclusiv excitațiile lor, au fost confirmate de ecuațiile Dyson–Schwinger/Bethe–Salpeter în teoria Yang–Mills.
| JPC  | Masă            |
| ---- | --------------- |
| 0 ++ | 1730±80 MeV/c2  |
| 2 ++ | 2400±120 MeV/c2 |
| 0 -+ | 2590±130 MeV/c2 |

## Candidați experimentali
Experimentele cu acceleratoare de particule sunt adesea capabile să identifice particule compozite instabile și să atribuie mase acestor particule cu o precizie de aproximativ 10 MeV/c2, fără a putea atribui imediat particulei rezonanța observată toate proprietățile acelei particule. Zeci de astfel de particule au fost detectate, deși particulele detectate în unele experimente, dar nu și în altele, pot fi considerate dubioase.
Mulți dintre acești candidați au făcut obiectul unor investigații active de cel puțin optsprezece ani. Experimentul GlueX⁠(d) a fost conceput special pentru a produce dovezi experimentale mai definitive ale glueball-urilor.
Unii dintre candidații pentru rezonanțele particulelor care ar putea fi glueball-uri, deși dovezile nu sunt definitive, includ următoarele:

### Candidați pentru glueball-uri vectoriale, pseudovectoriale sau tensoriale
- X(3020), observat de colaborarea BaBar, este un candidat pentru o stare excitată a stărilor glueball J  PC = 2−+, 1+− sau 1−−, cu o masă de aproximativ 3.02 GeV/c2.[7]

### Candidați pentru glueball-uri scalare
- f0 (500), cunoscut și ca σ – proprietățile acestei particule sunt posibil consistente cu un glueball cu masă de 1000 MeV/c2 sau 1500 MeV/c2.[5]
- f0 (980) – structura acestei particule compozite este consistentă cu existența unui glueball ușor.[5]
- f0 (1370) – existența acestei rezonanțe este contestată, dar este un candidat pentru o stare de amestecare glueball-mezon.[5]
- f0 (1500) – existența acestei rezonanțe este necontestată, dar statutul său ca stare de amestecare glueball-mezon sau glueball pur nu este bine stabilit.[5]
- f0 (1710) – existența acestei rezonanțe este necontestată, dar statutul său ca stare de amestecare glueball-mezon sau glueball pur nu este bine stabilit.[5]

### Alți candidați
- Jeturile de gluoni la experimentul LEP⁠(d) arată un exces de 40% față de așteptările teoretice pentru grupuri neutre din punct de vedere electromagnetic, ceea ce sugerează că particulele neutre din punct de vedere electromagnetic, așteptate în medii bogate în gluoni, cum ar fi glueball-urile, sunt probabil prezente.[5]